# Geweitete Piercings

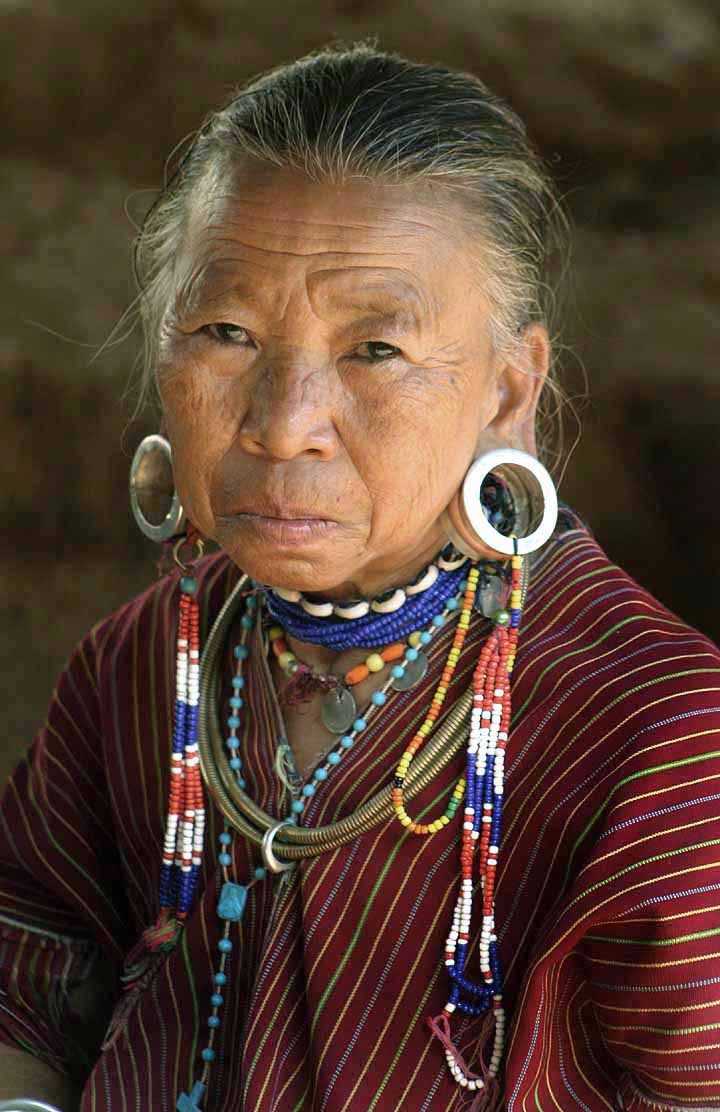
Gedehntes Lobe-Piercing (bei einer Frau der Karen-Ethnie im Norden Thailands)

Als geweitete beziehungsweise gedehnte Piercings werden solche Piercings bezeichnet, deren Stichkanal beabsichtigterweise vergrößert wurde, häufig in der Absicht, Piercingschmuck mit erweitertem Durchmesser tragen zu können. Der Vorgang wird auch Stretching genannt.
Meist wird diese Praxis beim gepiercten Ohrläppchen durchgeführt, grundsätzlich können jedoch viele Piercings auf einen gewissen Durchmesser erweitert werden. Knorpelpiercings sind gewöhnlich schwieriger zu dehnen und können dabei Wulstnarben bilden, wenn sie zu schnell gedehnt werden. Problematisch ist auch das Weiten von Oberflächenpiercings, da diese einer starken Spannung ausgesetzt sind.
Um den Stichkanal nicht zu verletzen, wird er üblicherweise in kleinen Schritten gedehnt.

## Geschichte und Kultur

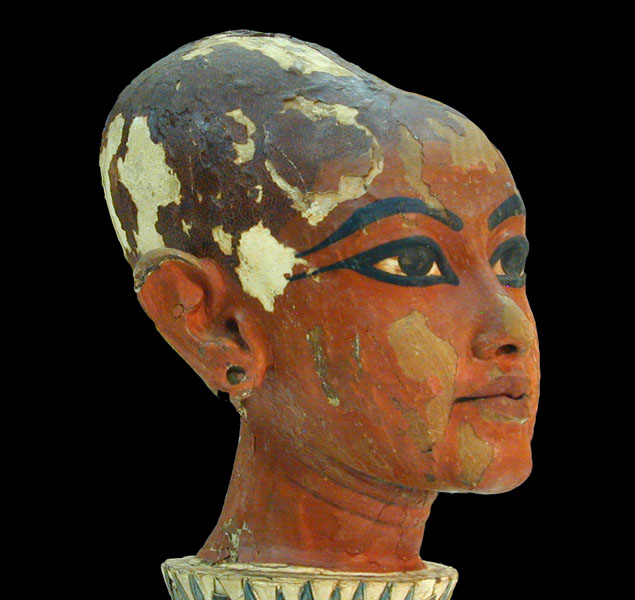
Tutanchamun mit gedehntem Ohrläppchen

Gedehnte Piercings sind wahrscheinlich so alt wie Piercings selber. Alle modernen Dehnungsmethoden wurden bereits von indigenen Kulturen angewandt.
Die bisher ältesten nachgewiesenen gedehnten Ohrlöcher sind die der 1991 entdeckten Gletschermumie Ötzi aus der Jungsteinzeit, von ca. 3359 und 3105 v. Chr.
Der „Mann vom Tisenjoch“ trug auf etwa sieben bis elf Millimeter gedehnte Ohrlöcher.
Darstellungen des altägyptischen Königs Tutanchamun, der etwa von 1332 bis 1323 v. Chr. regierte, zeigen diesen ebenfalls mit vergrößerten Ohrlöchern. Auch Buddha-Figuren werden in der Regel mit geweiteten Ohrlöchern dargestellt. Historische Funde aus der Moche-Kultur, die sich vom 1. bis zum 8. Jahrhundert in Peru entwickelte, zeugen von geweiteten Labret-Piercings.

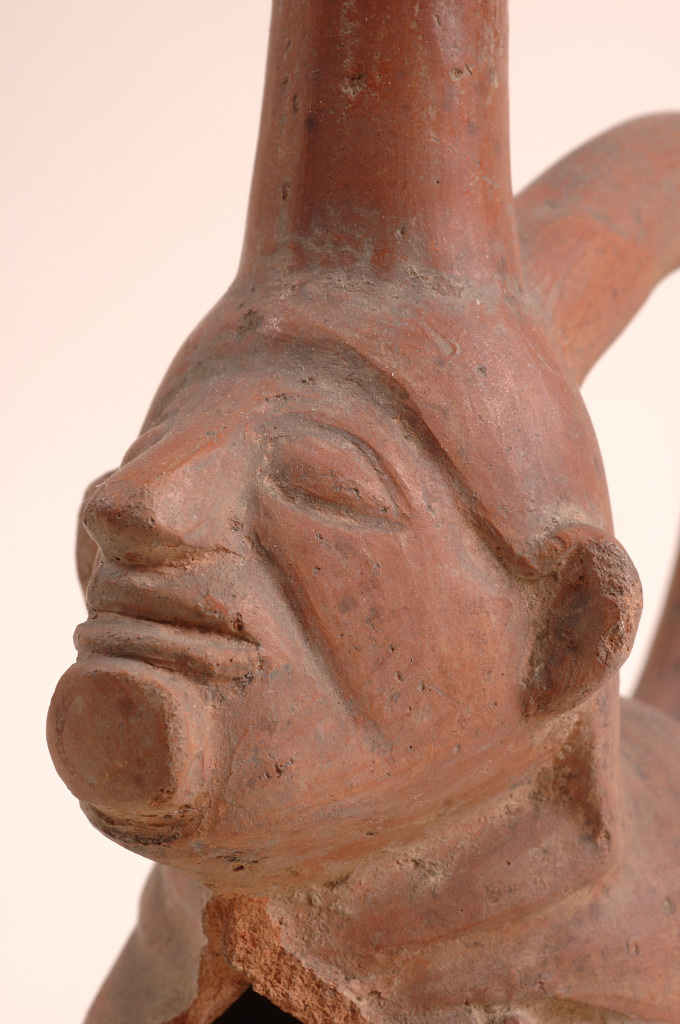
Lippenstein bei einer Tonfigur der Moche-Kultur

Stark geweitete Piercings wurden häufig mit der Absicht eingesetzt, die Frauen des entsprechenden Volkes für die Männer der Nachbarstämme unattraktiv erscheinen zu lassen, und entwickelten sich später trotz des ursprünglichen Zwecks unter den eigenen Stammesangehörigen zum Schönheitsideal.
Aus der Bildhauerkunst ist bekannt, dass besonders in Asien gedehnte Ohrlöcher bereits vor tausenden von Jahren üblich waren. Bewohner der Marschall-Inseln trugen beispielsweise außergewöhnlich große Ohrlöcher, die mit aufgerollten Blättern der Schraubenbäume geweitet wurden. Afrikanische und südamerikanische Volksstämme nutzen diese Form des Körperschmucks noch im 21. Jahrhundert, wobei unter anderem die Lippen auf zum Teil enorme Größen gedehnt werden um Lippenteller einsetzen zu können.
Bei den Zo’é-Indianern in Brasilien, auch Lippenpflockindianer genannt, tragen sowohl Männer als auch Frauen bis zu 15 Zentimeter lange Lippenpflöcke mit Durchmessern von bis zu vier Zentimetern. Diese werden in kleiner Größe bereits im Alter von etwa acht Jahren eingesetzt. Ein Lippenpflock ist bei den Zo’é für die Akzeptanz als Stammesmitglied obligatorisch. Auch bekannt sind gedehnte Lippenpiercings in Brasilien bei Angehörigen der Botokuden, den Kayapo und den Männern der Suyá.

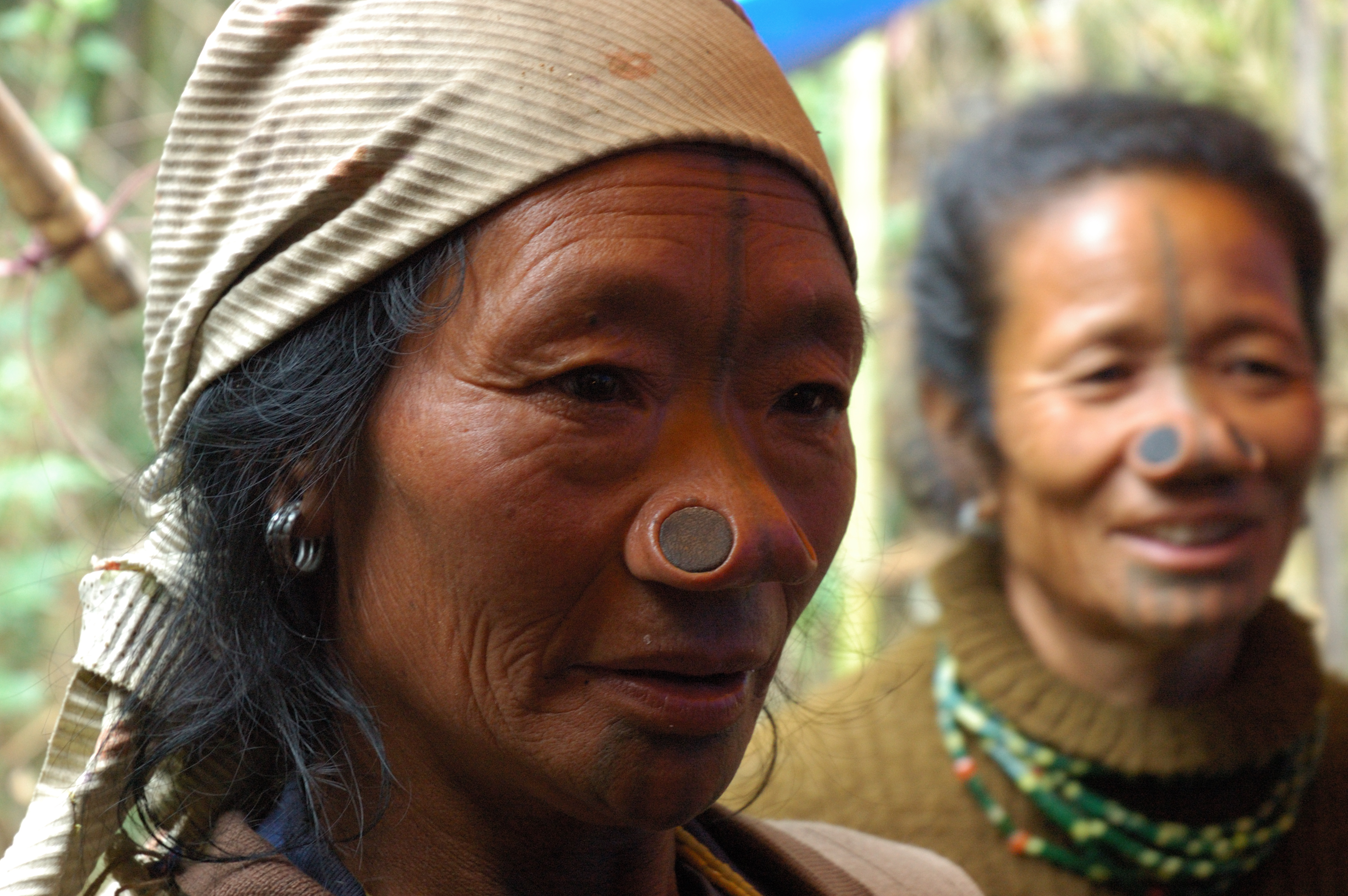
Apatani in Indien mit Holzplatten in den Nasenflügeln

In Asien sind geweitete Ohrlöcher beispielsweise bei den Karen in Myanmar und Thailand bekannt.
Die Frauen der Apatani, einem Volksstamm in dem indischen Bundesstaat Arunachal Pradesh, tragen ihrem Schönheitsideal entsprechend in den Nostril-Piercings beider Nasenflügel eine Holzplatte mit deutlich geweiteten Durchmessern; eine Stelle, die für das Dehnen von Piercings in der Regel eher ungewöhnlich ist.
Heutzutage hat die moderne Form des Körperschmucks die jahrhundertealte Technik erneut populär gemacht und ist in zahlreichen Jugend- und Subkulturen zu finden. Diese Entwicklung wurde besonders von der Bewegung der Modern Primitives in den späten 1980er und 1990er Jahren vorangetrieben. Während bis zum Ende des 20. Jahrhunderts das Dehnen von Ohrlöchern und Lippen insbesondere mit indigenen Völkern assoziiert war und in westlich Ländern nahezu unbekannt, gewinnt seit den 1990er Jahren im Besonderen das gedehnte Ohrloch eine wachsende Popularität. In dessen Folge stieg auch die Nachfrage nach Dehnungen anderer Körper- und Gesichtspiercings. Gedehnte Piercings sind inzwischen auch in westlichen Ländern von einem subkulturellen Phänomen zu einer normalen kulturellen Körpergestaltung geworden.

## Methoden
Zur Vergrößerung eines Piercings gibt es verschiedene Methoden unterschiedlichen Ursprungs und für verschiedene Zwecke. Das einfache Dehnen des Stichkanals wird in der Regel schrittweise im Abstand mehrerer Wochen in Millimeterschritten vorgenommen, um das Gewebe zu lockern und bei weiterer Vergrößerung nicht einzureißen. Der gedehnte Stichkanal bildet sich nach Herausnehmen des Schmucks jedoch nach einiger Zeit wieder zurück. Das Einschneiden des Kanals dagegen ist schmerzhafter und kann nur durch einen weiteren chirurgischen Eingriff wieder rückgängig gemacht werden.
Eine andere Methode der Körpermodifikation mit ähnlichem Effekt ist das Dermal Punching, wobei kein bereits vorhandener Stichkanal vergrößert, sondern ein entsprechend großes Loch direkt herausgestanzt wird. Meist wird diese Methode in der Ohrmuschel angewendet, da sich Knorpelgewebe verhältnismäßig schlecht dehnen lässt. Zudem verläuft die Heilung in der Regel zügiger, da weniger Druck auf den Schmuck entsteht.

### Dehnungsstifte

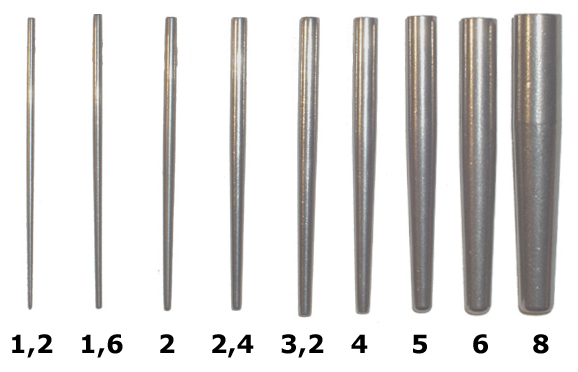
Dehnungsstifte in Millimetern

Meist werden Piercings mit Hilfe eines Dehnungsstiftes geweitet. Dabei wird ein mit Gleitgel bestrichener, konisch verlaufender Stift (Taper) in den Stichkanal eingeführt und der Schmuck mit größerem Durchmesser anschließend am Ende des Dehnungsstiftes angesetzt und hinterhergeschoben. Eine Alternative hierzu bildet eine kreisförmige „Dehnungsschnecke“. Die Dehnungsstifte sind in verschiedenen Größen erhältlich und werden über das größere Ende definiert. Sie haben dort eine Hohlstelle um den einzuführenden Schmuck besser ansetzen zu können. Meist sind sie aus Edelstahl oder Acryl gefertigt. Die Länge der Dehnungsstifte variiert zwischen fünf und zehn Zentimetern.

### Gewichte

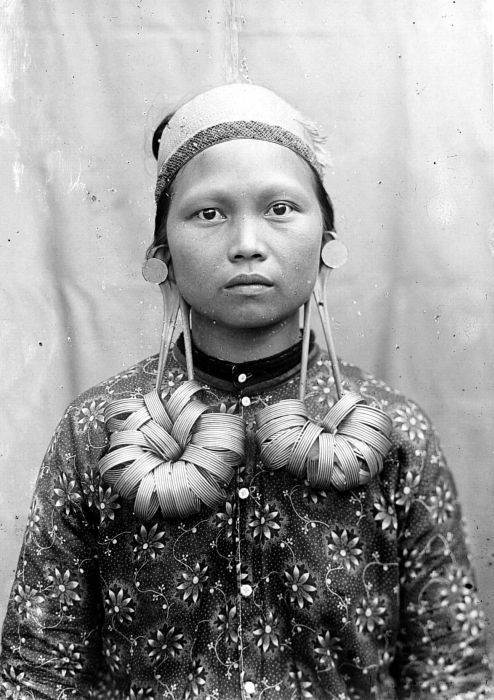
Mit Gewichten gedehnte Ohrläppchen einer Frau der Dayak

Das Tragen von Schmuck, der Gewebe auf Grund seines hohen Gewichts über einen längeren Zeitraum hinweg ausweitet, ist vor allem als traditionelle Methode verschiedener Ethnien wie den Dayak in Borneo bekannt.
Diese Methode wird jedoch auf Grund mangelhaftem Tragekomfort bei modernen Piercings nur selten angewandt. Besonders am Ohr führt diese Methode meist zu einer dauerhaften Verdünnung des Gewebes.

### PTFE-Band / Bondage-Tape
PTFE-Band (Farbe: weiß) und Bondage-Tape (Farbe: schwarz) gelten als glatt, reibungsfrei und hautverträglich. PTFE-Band ist in der Sanitärabteilung von Baumärkten, Bondage-Tape in Sexshops erhältlich. Der Schmuck wird herausgenommen und eine dünne Schicht von nicht-klebendem Teflonband bzw. Bondage-Tape um das Piercing gewickelt. Anschließend wird der Schmuck wieder eingesetzt und der Prozess wiederholt, sobald sich das Piercing an den größeren Durchmesser angepasst hat. Handelsübliches Teflonband hat eine Dicke von etwa 0,1 Millimeter. Um eine durchschnittliche Dehnungsrate von monatlich einem Millimeter zu erreichen, wird bei dieser Methode etwa alle sechs Tage je eine neue Schicht Teflonband um den Schmuck gewickelt.

### Weitere Hilfsmittel

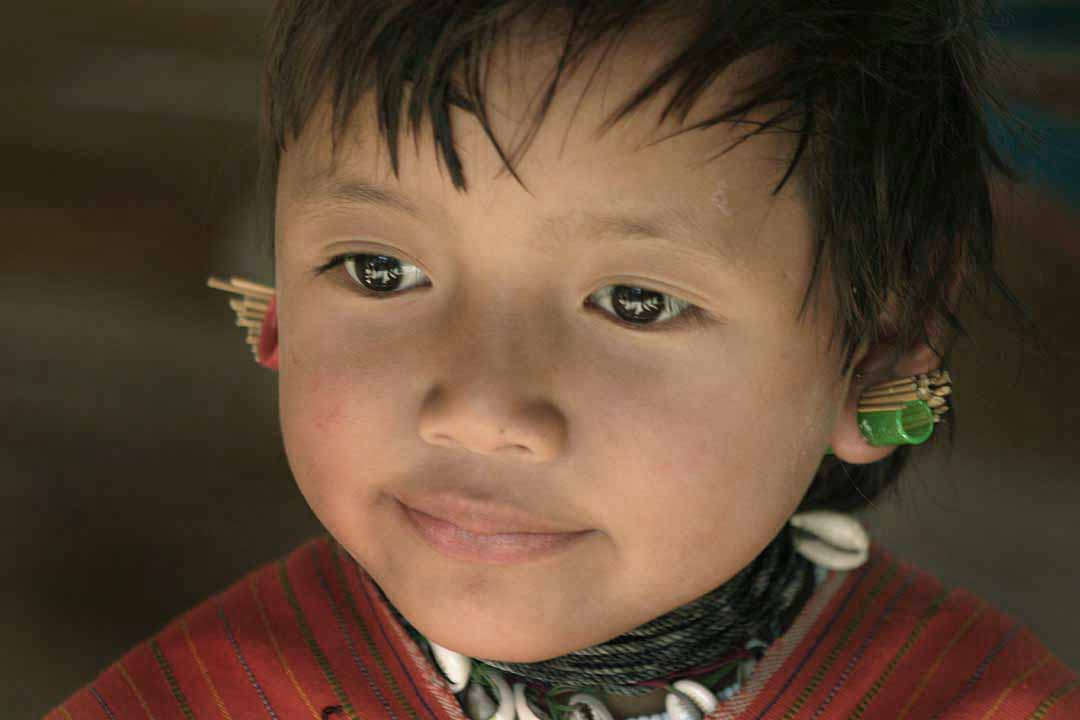
In manchen Kulturkreisen werden bereits bei Kindern die Ohren gedehnt

Neben kommerziell hergestellten und vertriebenen Dehnungsstiften werden bei Selbstdurchführung häufig auch verschiedenste Alltagsgegenstände wie einfache Stricknadeln oder Kugelschreiber zum Dehnen verwendet. Entweder handelt es sich dabei um konische Objekte, die zum Ende hin breiter werden und eine glatte Oberfläche aufweisen oder es werden verschiedene kleinere Objekte wie zum Beispiel Streichhölzer eingesetzt und schrittweise um zusätzliche Hölzer erweitert. Dabei ist ein erhöhtes Infektionsrisiko durch mangelhafte Hygiene oder verkratzte Materialien gegeben.

### Ohne Verwendung von Hilfsmitteln
Schmuck wird seltener auch ohne Verwendung von Hilfsmitteln durch das vorhandene Piercing gedrückt, was allerdings oft zu Blutungen, Entzündungen oder Vernarbung führt und weiteres Dehnen erschwert. Auch besteht das Risiko den gesamten Stichkanal bei unvorsichtiger Anwendung herauszustülpen.
Manche Piercings dehnen sich auch selbstständig durch das einfache Tragen von Schmuck. Meist passiert dies an Stellen, an denen das Piercing verstärkt Bewegungen ausgesetzt ist, oder bei regelmäßiger Zugkraft.

### Skalpell
Geweitete Stichkanäle oder nicht gepiercte Körperstellen werden seltener auch mit Verwendung eines Skalpells aufgeschnitten. Häufig wird dieser Eingriff angewandt um das Piercing schnell auf einen größeren Durchmesser zu bringen und besonders große Fleshtunnel oder Plugs einsetzen zu können. Auch kann die Position eines größeren Piercings damit leicht versetzt werden. Das Einschneiden der Ohrläppchen ist beispielsweise bei den Massai in Ost-Afrika bekannt.

## Schmuck
Für geweitete Piercings gibt es eine große Auswahl an einsetzbarem Piercingschmuck. Sobald das gedehnte Piercing abgeheilt ist, können auch Materialien eingesetzt werden, in denen Schmuck in geringeren Durchmessern nicht erhältlich ist. Neben einfachen Ball Closure Rings und Barbells in größeren Materialstärken können beispielsweise im Septum-Piercing spezielle Septum Tusks getragen werden.

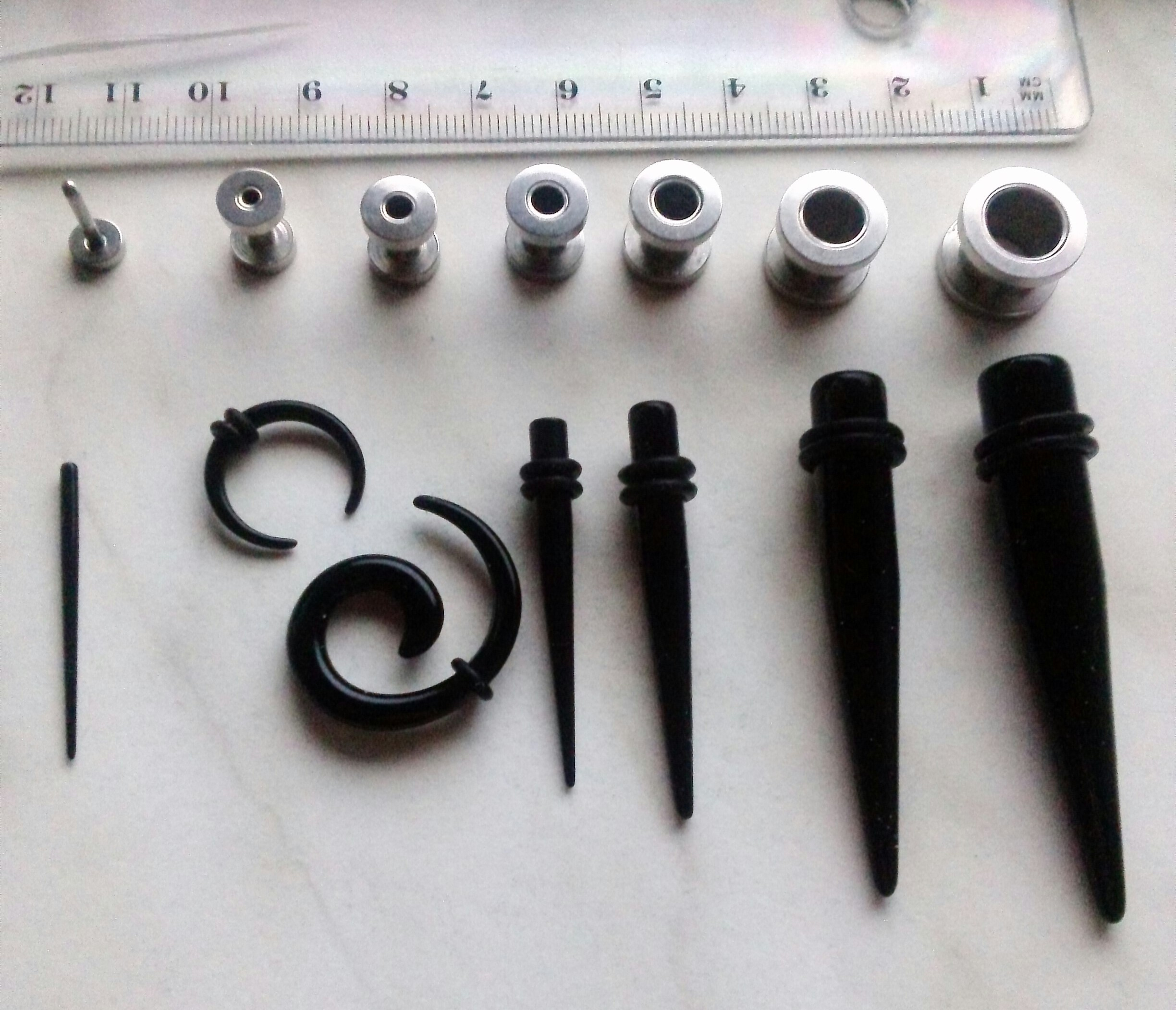
Dehnsicheln und Flesh-Tunnel
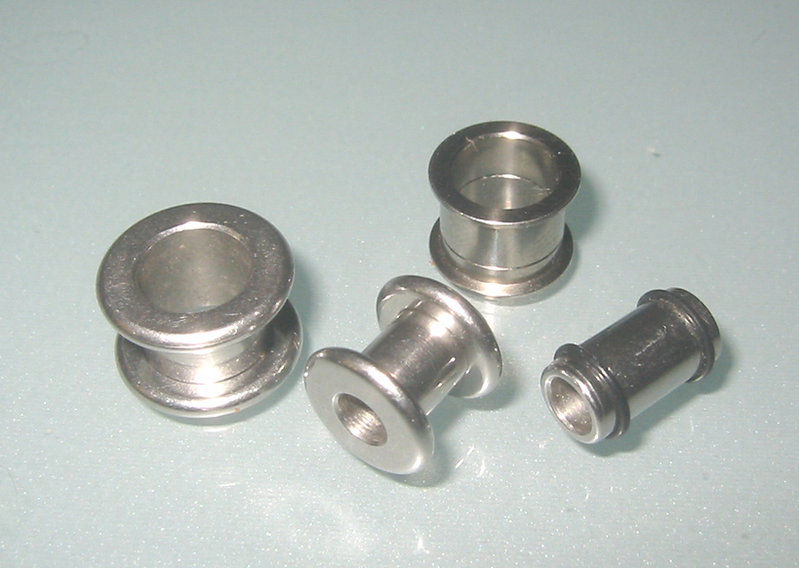
Schmuckvariation für gedehnte Piercings
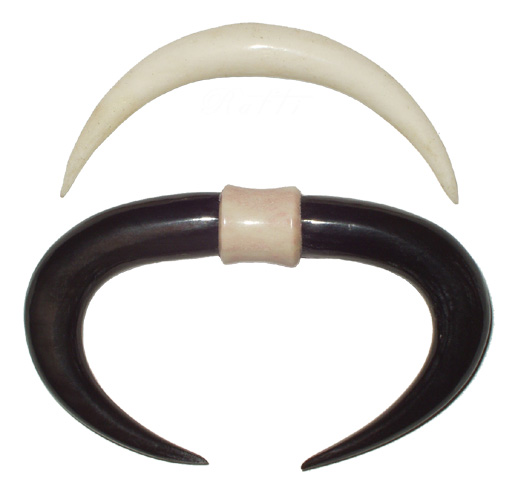
Septum Tusks aus Horn
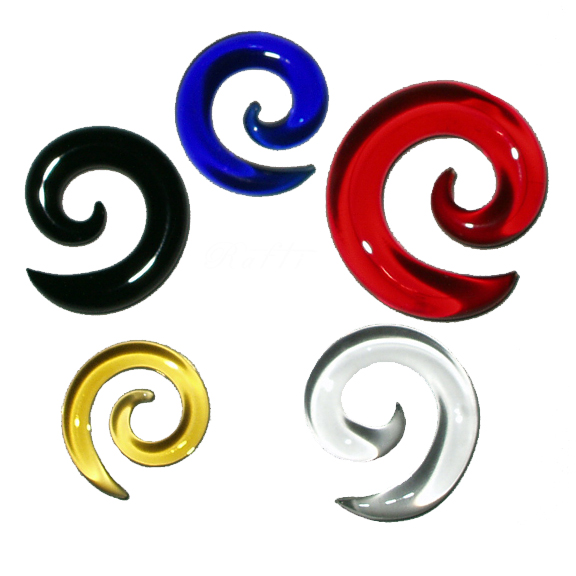
Dehn-Spiralen
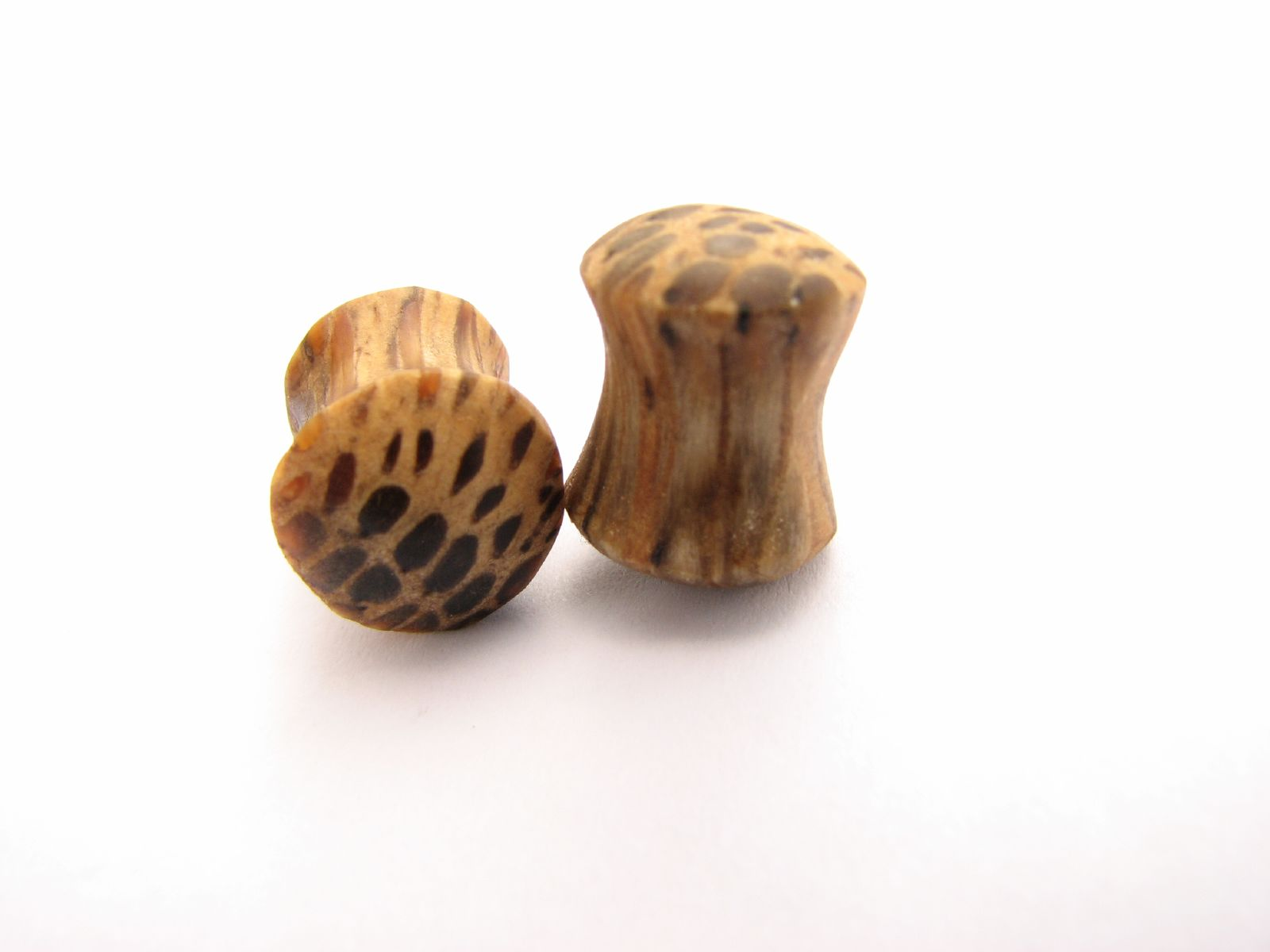
Plugs aus Palmenholz

Im Ohr wird meist ein Plug oder ein hohler Fleshtunnel getragen. Erhältlich ist der Schmuck in verschiedenen Materialien wie Stein, Holz, Horn, Silikon, Bernstein oder Glas und bildet oft ein Motiv oder Muster ab. Da viele Materialien wie Holz oder Horn besser atmen, als dies bei Metall oder Kunststoff der Fall ist, kommt es hierbei zu weniger Talgbildung.

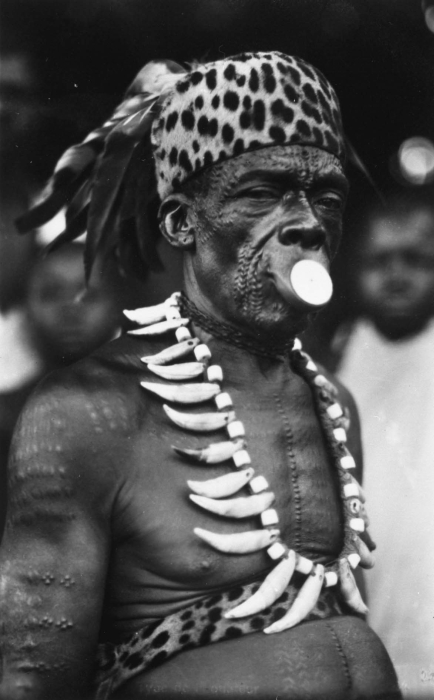
Medusa-Piercing
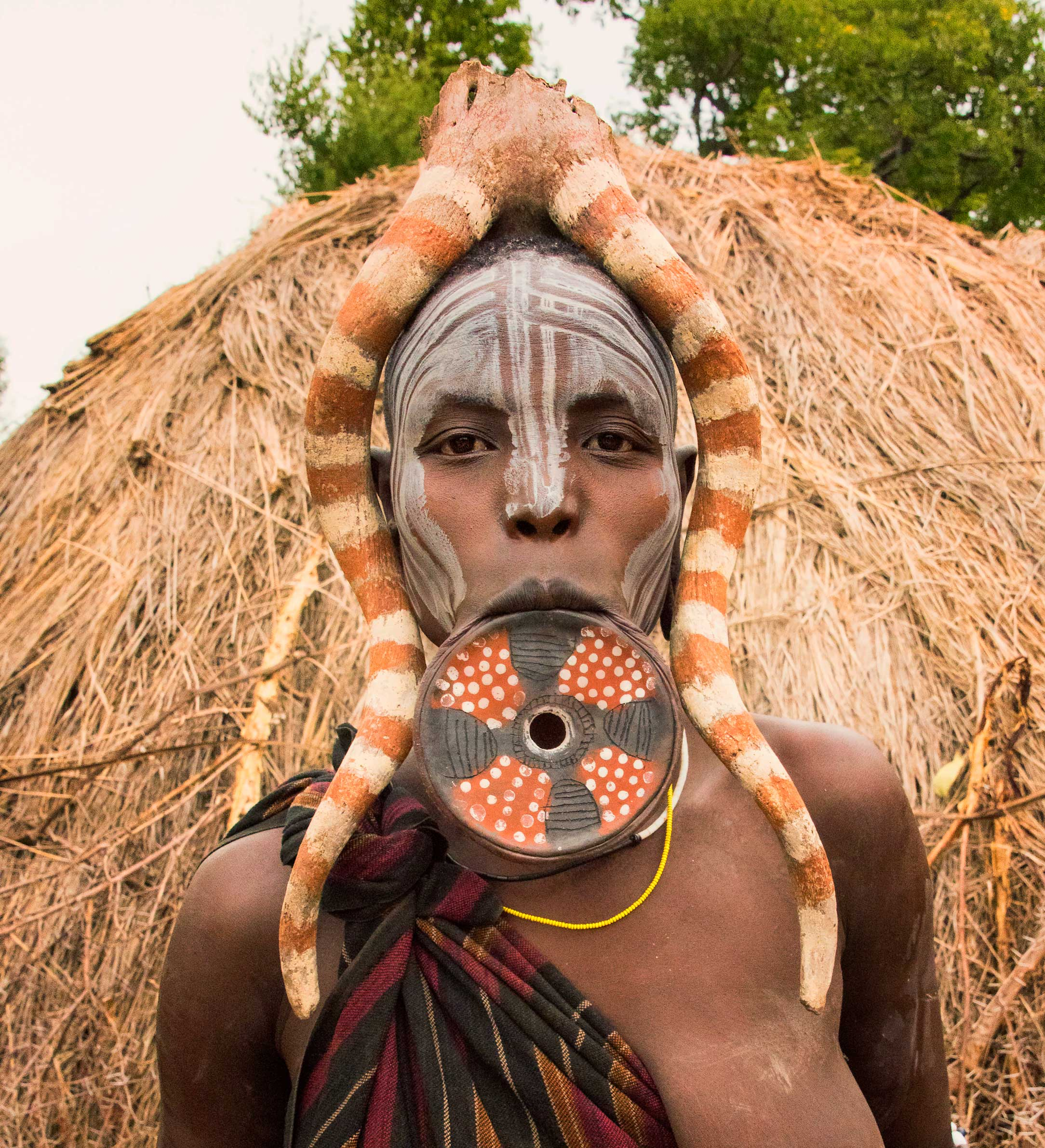
Labret
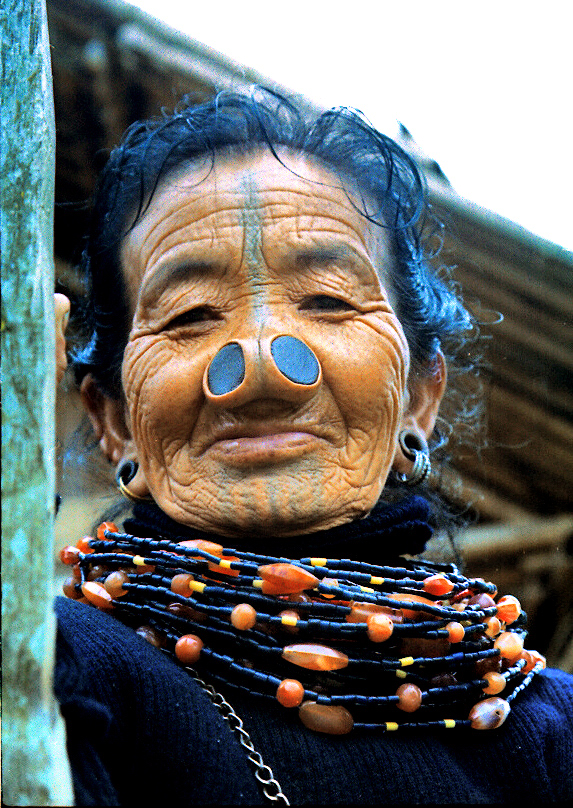
Nostril-Piercing
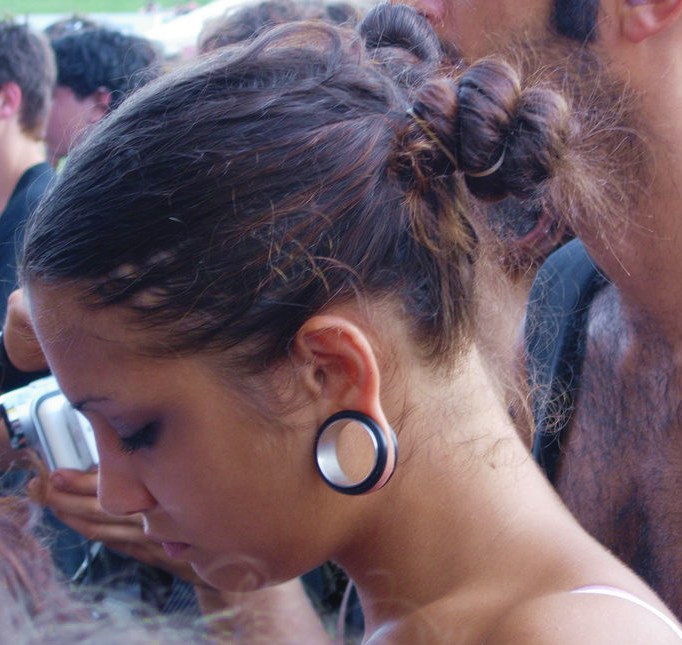
Lobe-piercing
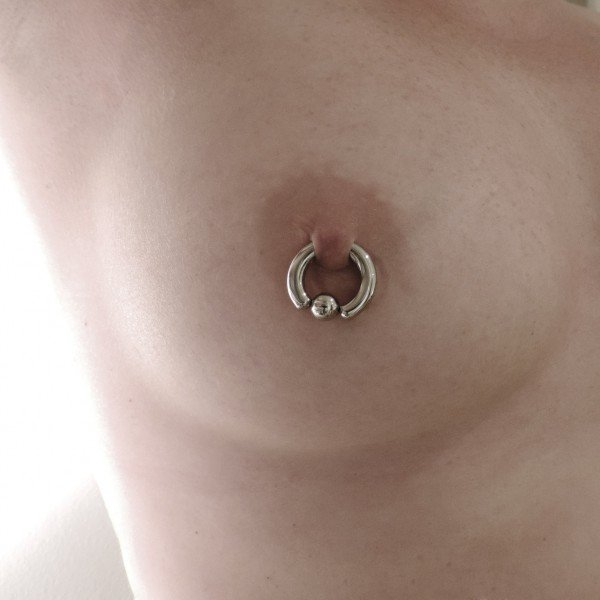
Brustwarzen-piercing
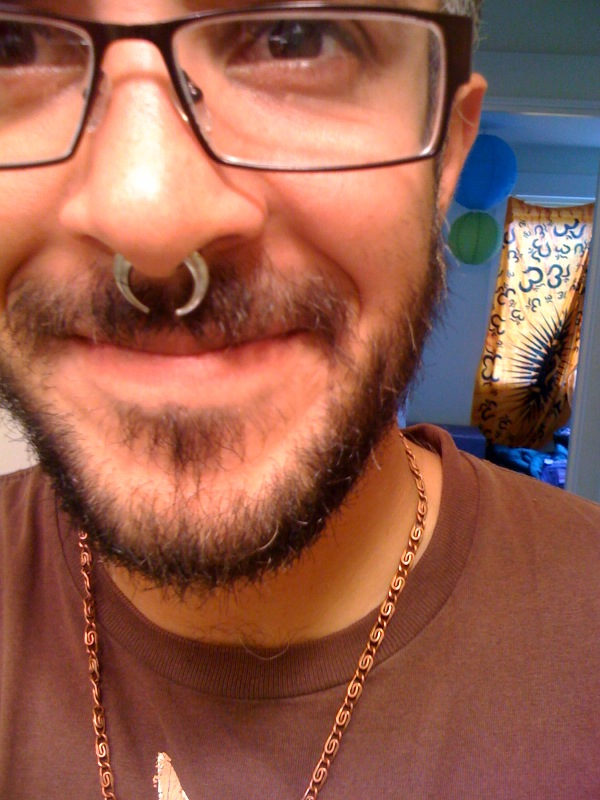
Septum-Piercing
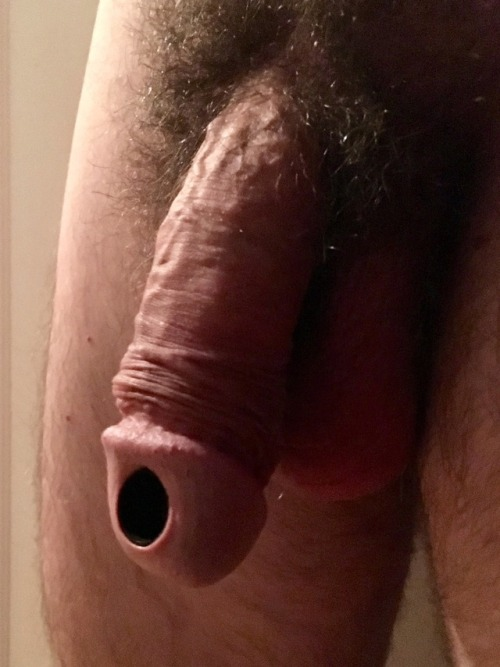
Apadravya
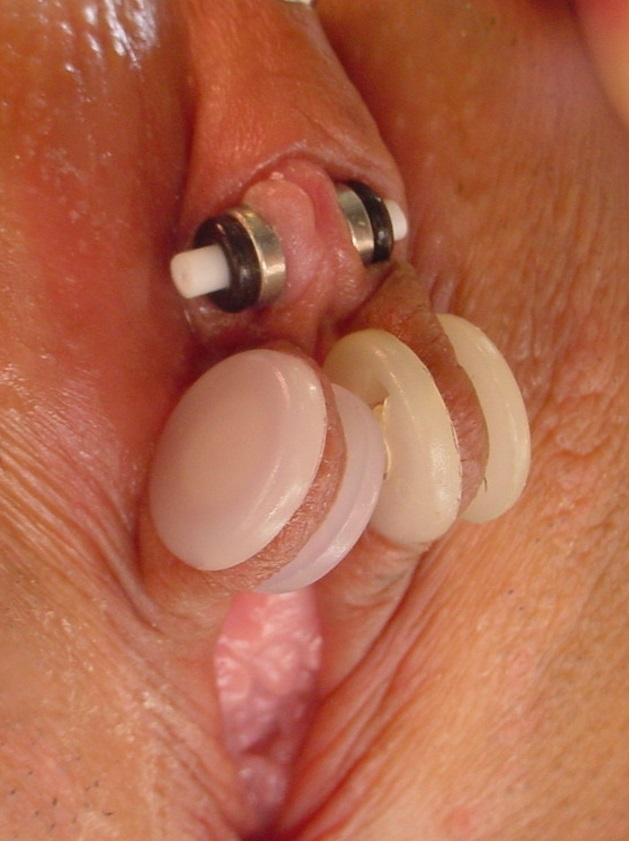
Klitoris- und Schamlippen-piercings

Um den Effekt eines größeren Schmuckstücks zu erzielen, ohne das Piercing zuvor auf eine entsprechende Stärke weiten zu müssen, können spezielle Anfertigungen, sogenannte Fake-Piercings getragen werden, die mit Hilfe eines dünnen Steges in zwei Teile auseinandergenommen und durch ein gewöhnliches Ohrloch mit kleinem Stichkanal gesteckt werden können. So entsteht die Illusion eines durchgängigen Schmucks mit massiver Materialstärke.
Darüber hinaus existiert auch Schmuck, der auch zum Dehnen verwendet wird. Oftmals in Form von Spiralen kann er in regelmäßigen zeitlichen Abständen weitergeschoben werden, wodurch das Piercing gedehnt wird.

## Maße
Der Schmuck wird in Europa in Millimetern gemessen, in den USA dagegen in American Wire Gauge, beginnend bei 20 g bis zu 0000g. Größere Durchmesser werden in Zoll (Inch) angegeben.
Die folgende Tabelle zeigt die üblichen Maße der erhältlichen Schmuckstücke.
| Millimeter | Gauge | Zoll   |
| ---------- | ----- | ------ |
| 1,0 mm     | 18 g  | 5⁄127″ |
| 1,2 mm     | 16 g  | 3⁄64″  |
| 1,6 mm     | 14 g  | 1⁄16″  |
| 2,0 mm     | 12 g  | 5⁄64″  |
| 2,4 mm     | 10 g  | 3⁄32″  |
| 3,2 mm     | 8 g   | 1⁄8″   |
| 4,0 mm     | 6 g   | 5⁄32″  |
| 5,0 mm     | 4 g   | 3⁄16″  |
| 6,0 mm     | 2 g   | 1⁄4″   |

| Millimeter | Gauge  | Zoll  |
| ---------- | ------ | ----- |
| 8,0 mm     | 0 g    | 5⁄16″ |
| 10,0 mm    | 00 g   | 3⁄8″  |
| 11,0 mm    | 000 g  | 7⁄16″ |
| 12,7mm     | 0000 g | 1⁄2″  |
| 14,0 mm    | –      | 9⁄16″ |
| 16,0 mm    | –      | 5⁄8″  |
| 19,0 mm    | –      | 3⁄4″  |
| 22,0 mm    | –      | 7⁄8″  |
| 25,4 mm    | –      | 1″    |

## Heilung und Pflege
Beim Dehnen z. B. der Ohrläppchen entstehen mikroskopisch kleine Risse, die bei guter Pflege kein schwer dehnbares Narbengewebe hinterlassen. Damit bei weiterem Dehnen keine Probleme entstehen, brauchen die Ohren lediglich eine „Ruhepause“. Soweit es die Elastizität und Beschaffenheit des Gewebes erlauben, können Piercings auf große Durchmesser, z. B. die Ohrläppchen auf über 50 mm, gebracht werden. Der Vorgang des Erweiterns der Ohren ist nur bedingt reversibel. Der physische Zustand des individuellen Bindegewebes gibt den Ausschlag, bis zu welchem Durchmesser sich ein Ohrloch wieder zusammenzieht. Bei manchen Menschen sind dies bis zu 12 mm, bei anderen nur bis zu 4 mm, letzteres oft besonders bei „an der Kopfhaut angewachsenen“ Ohrläppchen.
Je schneller ein Piercing möglichst groß gedehnt wurde, desto geringer verkleinert sich der Durchmesser nach der Herausnahme des Schmucks. Je vorsichtiger und langsamer ein Piercing gedehnt wurde, desto weiter verkleinert sich der Durchmesser nach dem Herausnehmen des Schmucks, was jedoch auch individuell vom Alter und Gewebe des Trägers abhängig ist. Übermäßig oder unsachgemäß gedehnte Piercings können irreparable Schäden verursachen. Besonders bei größeren Durchmessern sollten sowohl das Schmuckstück als auch der Stichkanal regelmäßig gereinigt werden, da es zu erhöhter Talgablagerung und Geruchsbildung kommen kann.
Als gut geeignetes Pflegemittel für Schmuck und Ohrläppchen hat sich Jojobaöl erwiesen.
Das Dehnen von „Knorpelpiercings“, wie Conch-Piercings oder gedehnten Nostril-Piercings ist äußerst schmerzhaft, weshalb sich bei diesen Piercings durch das Herausstanzen des Gewebes „Dehnarbeit“ vermeiden lässt.
Aus ähnlichem Grund und zur Vermeidung eines Käseschneidereffektes sollte z. B. ein Ampallang oder Apadravya beim Ersteinsatz mit mindestens 3 mm gestochen werden – die Schmerzen beim Dehnen sind deutlich heftiger als die beim Stechen.

## Mögliche Probleme und Risiken
Die meisten Dehnmethoden erzeugen keine Probleme, es sei denn, sie werden zu schnell durchgeführt. Wenn es die Hautelastizität und Gefäßversorgung einer Person zulassen, können die meisten Piercings weit über ihre ursprüngliche Größe hinaus gedehnt werden.
Besonders bei frisch gedehnten Piercings ist die Haut oft dünner und durchlässiger für Bakterien, wodurch ein erhöhtes Infektionsrisiko besteht. Zu stark gedehntes Bindegewebe und besonders beim Dehnen entstandene Deformationen von Knorpelgewebe sind meist irreparabel, weswegen der Dehnungsprozess nicht zu schnell vollzogen werden darf. Gewebeschäden entstehen meist als Resultat zu großer einzelner Dehnungsschritte. Empfehlungen sind äußerst unterschiedlich; im Idealfall ist man geduldig, um das Schadensrisiko möglichst gering zu halten.

## Reversibilität

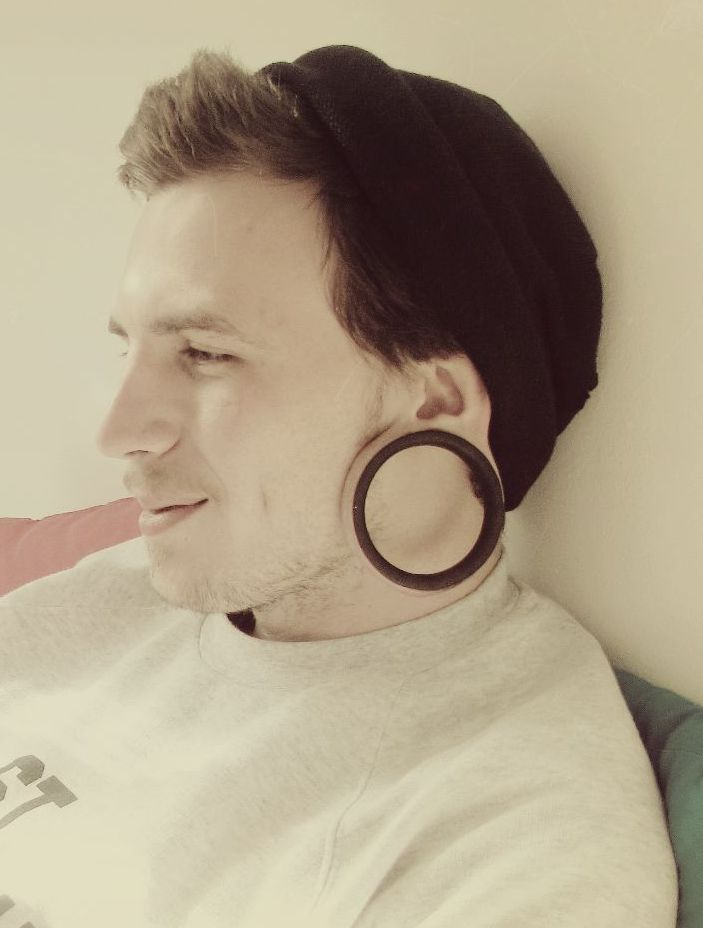
Mann mit gedehntem Ohrloch: Dehnungen über eine Größe von 8mm hinaus bilden sich meist nicht zurück

Bis zu einer gewissen Größe gedehnte Piercings bilden sich nach Entfernung des Schmucks wieder zurück, d. h. die kehren zur ursprünglichen Größe zurück. Als „Point of no Return“ für Ohrläppchenpiercings wird normalerweise jede Größe größer als 8 mm angegeben, da bei Überschreitung dieser Größe ein erhebliches Risiko besteht, dass das Loch nicht wieder auf die Größe des Originalpiercings zurückschrumpft und möglicherweise eine kosmetische Operation erforderlich ist um das Loch vollständig zu schließen. Ob ein gedehntes Piercing wieder seine ursprüngliche Größe annimmt, hängt von vielen Variablen ab, z. B. wie lange es dauert, bis es gedehnt ist, und wie lange es dauert, bis das Piercing bei einer bestimmten Größe vollständig verheilt ist.

## Spezifische Aspekte bestimmter Körperstellen
Bei einem gedehnten Zungenpiercing aus Metall anstatt PTFE könnte der Schmuck Zahnschäden verursachen. Jedoch wird weder bei einem gedehnten Zungenpiercing noch nach einer Zungenspaltung die Artikulation nach der Abheilphase beeinträchtigt.
Da sich oft nicht ausreichend Gewebematerial zwischen der Hautoberfläche und dem Stichkanal befindet, kann ein Dehnen eines Oberflächenpiercing zum Herauswachsen des Piercings führen.
Intimpiercings werden typischerweise mit geweiteten Durchmessern getragen. Vor allem das Prinz-Albert-Piercing wird häufig um einige Millimeter gedehnt, um den Tragekomfort zu erhöhen. Neben den allgemein bei Piercings im Vordergrund stehenden ästhetischen Motiven haben Intimpiercings einen zusätzlichen stimulierenden Effekt. Durch die zusätzliche Reibung beim Geschlechtsverkehr sowie das Gewicht des Schmucks erfolgt eine intensivierte Stimulation, welche überwiegend sehr positiv empfunden wird. Dieser Effekt fällt je nach Piercing stärker aus, wenn das Piercing gedehnt ist und  somit größeren Schmuck aufnehmen kann.

## Rechtliches
Minderjährige brauchen entgegen häufigen Behauptungen für Piercings, Tattoos und Fleshtunnel keine Einwilligungserklärung eines Erziehungsberechtigten; die erforderlichen Werkzeuge sowie der Schmuck zum Dehnen und zum Einsetzen sind in Onlineshops erhältlich, die notfalls auch die Zustellung an eine Packstation durchführen. Die Rechtswidrigkeit der beabsichtigten Körperverletzung kann zum Beispiel durch eine rechtswirksame, gegebenenfalls auch mündliche Einwilligung eines Minderjährigen gemäß § 228 Strafgesetzbuch ausgeschlossen sein, wenn der bzw. die Jugendliche nach seiner beziehungsweise ihrer geistigen und sittlichen Reife imstande ist, die Bedeutung und Tragweite zu erkennen, wobei für diese rechtfertigende Einwilligung kein bestimmtes Alter erforderlich ist; bei vorhandener Einwilligungsfähigkeit ist eine volle Geschäftsfähigkeit nicht erforderlich. Dies ist auch gegenüber Erziehungsberechtigten gegeben, wenn ein Piercer, zum Beispiel um juristische Probleme zu vermeiden, minderjährige Kunden abweist, die sich dann die Ohren selber dehnen.